# 李卓敏 (記者)
李卓敏（英語：Angel Lee Cheuk Man，1983年11月13日—）是香港新聞從業員，前亞視新聞首席記者、主播，及後曾任鳳凰衛視香港台助理採訪主任，現職信德集團企業傳訊副總監。

## 經歷
李卓敏早年於馬鞍山恆安邨長大，她早年畢業於救世軍田家炳學校，隨後於1995年至2002年期間就讀聖母無玷聖心書院。2005年畢業於香港浸會大學，期間於大學二年級時（2004年）曾於無綫新聞擔任實習記者，畢業後並留任港聞組記者，2005年11月曾轉職至商業電台。2007年2月加入亞視新聞，同年10月在亞視新聞財經頻道（前身為24小時亞視新聞台）首次擔任主播工作，隨後被調任本港台並曾擔任《亞洲早晨》、《十二點半新聞》、《六點鐘新聞》主播。
李卓敏於加入亞視新聞後曾為重大的新聞作採訪。例如2008年5月前往四川報導四川大地震災情，同年6月中，再次到四川災區報導災後情況。2011年3月12日，2011日本地震發生後翌日到達日本報導最新災情，以及同年3月起擔任駐東京記者至同年5月。另外，她於2011年年中懷孕，並於2012年1月開始放產假直至4月中重新擔任主播。
李卓敏於2013年11月29日離開亞視新聞，其後轉投鳳凰衛視香港台出任助理採訪主任（丈夫余樂明亦曾於該台擔任外電記者），亦接替了於2014年3月離職的前鳳凰衛視主播薩文於香港台的主播工作。
李卓敏近年已轉投公關行業，並先後任職於保良局、職業訓練局及香港理工大學，現時於信德集團擔任企業傳訊副總監。

## 外部連結
- 李卓敏的新浪微博
- 李卓敏的Facebook專頁